# جوني أوين (ممثل)
جوني أوين (بالإنجليزية: Jonny Owen)‏ هو ممثل بريطاني، ولد في 4 يوليو 1971 في المملكة المتحدة.

## وصلات خارجية
- جوني أوين على موقع IMDb (الإنجليزية)
- جوني أوين على موقع قاعدة بيانات الفيلم (الإنجليزية)